# 特雷訥河
54°22′6″N 9°5′9″E / 54.36833°N 9.08583°E

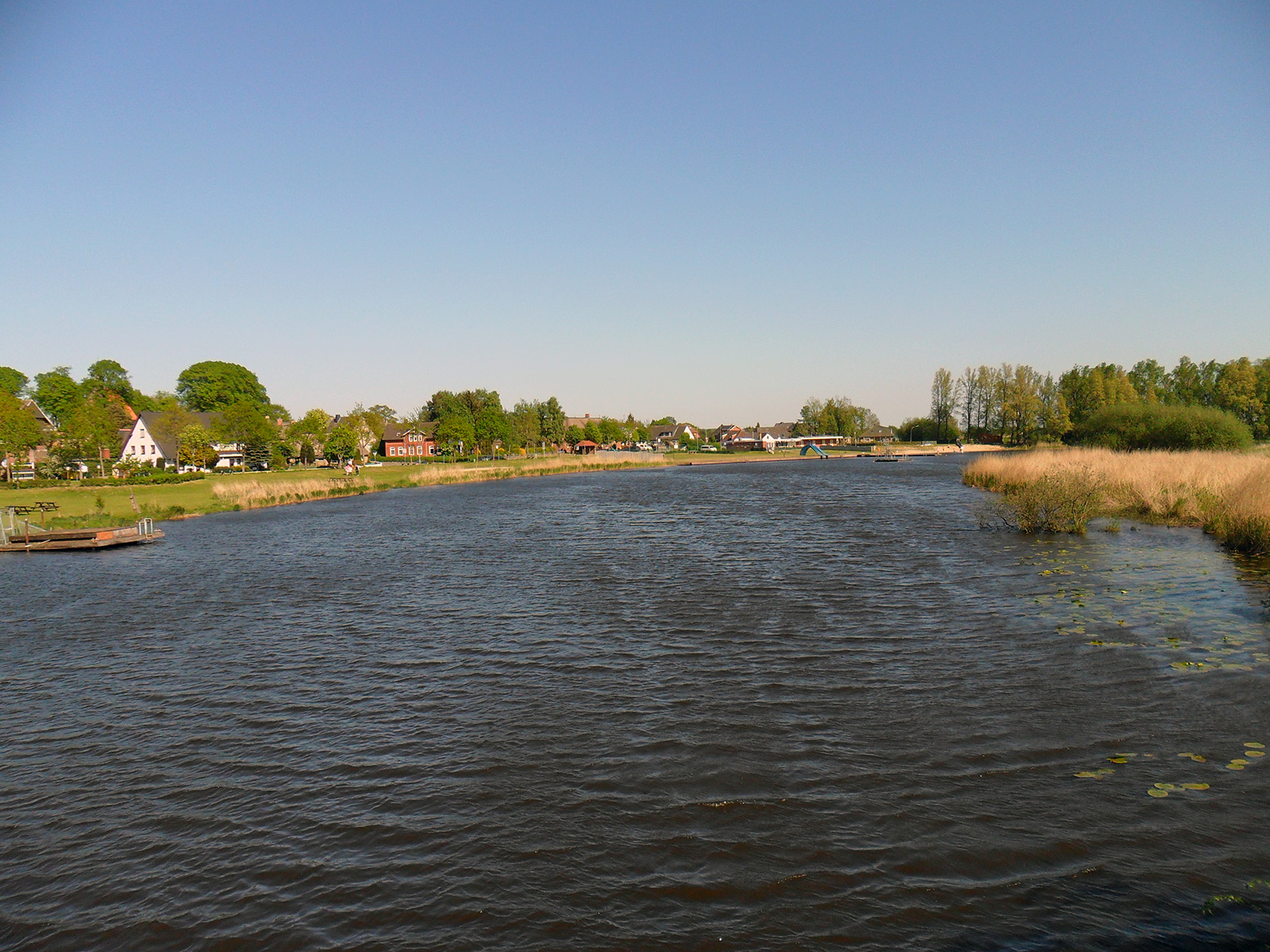
特雷訥河

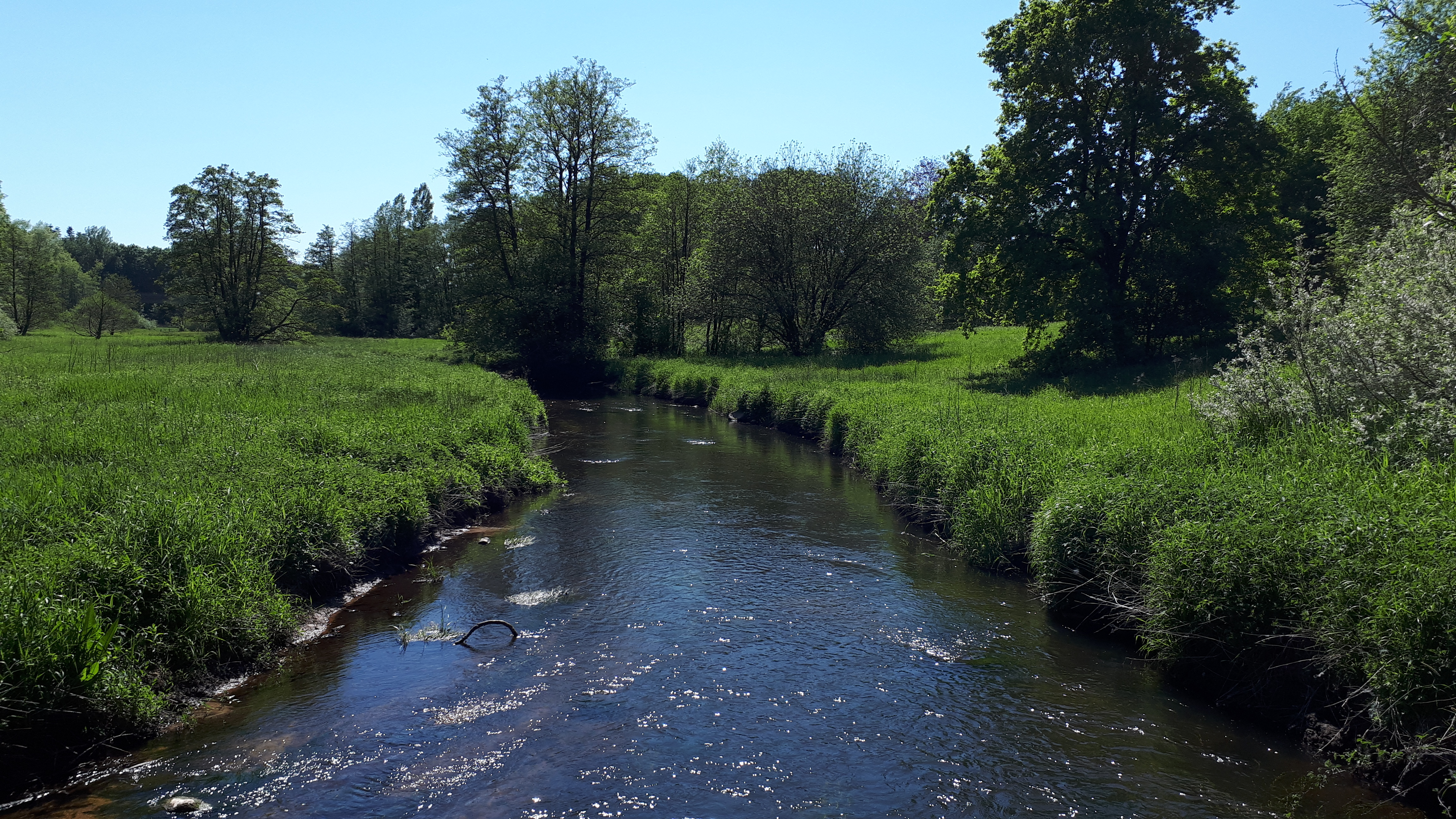
特雷訥河

特雷訥河（德語：Treene）是德國的河流，位於石勒蘇益格-荷爾斯泰因州，屬於艾德河的右支流，河道全長73公里，河畔城鎮有弗倫斯堡，河口處在腓特烈施塔特附近。